# Matthiola longipetala
Matthiola longipetala (Vent.) DC. è una pianta appartenente alla famiglia Brassicaceae. È una pianta ornamentale.

## Descrizione
Il fiore emette un piacevole profumo la sera e la notte. Ha quattro petali dal purpureo al bianco larghi approssimativamente da 1 a 2 cm. La pianta ha crescita lenta ed è fortemente ramificata, crescendo normalmente fino a 45 cm in lunghezza. Durante il calore del giorno i fiori paiono appassiti.

## Coltivazione
Questa specie viene coltivata specialmente per il profumo che emana la sera. È resistente al freddo e coltivata in tutto il Nordamerica. Questa robusta pianta annuale predilige condizioni fredde in pieno sole e non le vanno bene le temperature alte. In Canada, i suoi piccoli semi vengono usualmente seminati a inizio primavera, dopo le ultime gelate e possono germogliare in aprile. La pianta fiorisce ad inizio estate e prosegue nel pieno della stagione, purché venga innaffiata con regolarità, ma non eccessivamente. Può anche essere coltivata in vasi sui balconi sebbene non stia abitualmente eretta a non deve essere sottoposta a calore eccessivo né lasciata senz'acqua.